# Widukind Lenz
Widukind Lenz (4 février 1919, Eichenau - 25 février 1995) est un pédiatre, généticien médical et dysmorphologue allemand. Il est parmi les premiers à reconnaître le syndrome de la thalidomide en 1961 et à alerter le monde sur les dangers des membres et autres malformations dues à la l'exposition de la mère à ce médicament pendant la grossesse.
Dans les années qui suivent, Lenz fait beaucoup de travaux importants sur le syndrome de la thalidomide. Il fait également des travaux de valeur en génétique clinique et en cytogénétique. Il décrit un certain nombre de syndromes malformatifs, dont plusieurs portent aujourd'hui son nom. Il est rédacteur en chef de la revue Human Genetics et publie un manuel de génétique médicale.

## Biographie
Widukind Lenz est le fils de Fritz Lenz, également généticien, mais qui adhère à l'eugénisme et influence les politiques d'hygiène raciale du Troisième Reich. Widukind Lenz est mort respecté en tant que médecin éminent et humanitaire. Il est le frère cadet du mathématicien Hanfried Lenz.
Lenz étudie la médecine de 1937 à 1943. Outre ses études, il est chef de groupe aux Jeunesses hitlériennes, membre de la Ligue des étudiants nationaux-socialistes allemands (le syndicat des étudiants nazis) et est un membre actif de la SA. Un éventuel passage à la SS en 1941 est écarté par ses contremaîtres SA. De 1944 à 1948, Lenz travaille comme médecin dans les hôpitaux de la Luftwaffe pendant la Seconde Guerre mondiale, puis dans un camp de prisonniers de guerre en Angleterre.
Après des passages en biochimie à Göttingen et en médecine à Kiel, il devient médecin-chef de l'Eppendorfer Kinderklinik en 1952 et est nommé à la chaire de pédiatrie de l'Université de Hambourg en 1961. Lenz devient directeur de l'Institut de génétique humaine de Münster en 1965.